# Académie du Centre
L'Académie du Centre est une société savante créée en 1878 à Châteauroux sous le nom de Société académique du Centre.
Elle a aujourd'hui un statut d'Association loi de 1901 et est reconnue d'utilité publique.
Elle a été fondée par l'abbé Victor Huguenot (1843-1909).

## Objectifs et actions de l'académie
Elle traite les domaines suivants dans le département de l'Indre : 
- archéologie,
- préhistoire,
- histoire,
- ethnologie,
- folklore.

C'est la plus ancienne société savante du département. Elle organise des conférences régulières (une fois par mois hors des vacances d'été) dans les locaux des archives départementales de l'Indre ou à l'occasion de la visite d'un site ou d'un monument.

## Publication
La Revue de l'Académie du Centre depuis 1936 (Bulletin de la Société académique du Centre de 1895 à 1905, Revue du Berry et du Centre de 1905 à 1936, Bulletin trimestriel - Académie du Centre de 1935 à 1936),,
L'académie publie également des actes de colloques comme « Les hommes et l'eau ».

## Personnalités notables liées à la société
- Général Adolphe Fabre, président d'honneur de la société à la fin du 19e siècle.